# Cannula lunga
La cannula lunga, o cannula periferica lunga, o mini-midline, è un catetere venoso periferico caratterizzato da una lunghezza della cannula intermedia tra l'agocannula ed il midline,  indicato per un utilizzo superiore ai 7 giorni, il tempo massimo di permanenza di un agocannula tradizionale.